# 茶平乡
茶平乡，是中华人民共和国福建省南平市松溪县下辖的一个乡镇级行政单位。

## 行政区划
茶平乡下辖以下地区：
茶平村、林下村、山头村、前坑村、吴屯村、刘屯村、黄屯村、高洋村、官路村和铁岭村。